# Luz María Polegre
Luz María Polegre Hernández (...) è una modella spagnola, eletta Miss Spagna nel 1976.

## Biografia
Venne incoronata Miss Spagna 1976, in una serata organizzata nell'isola di Minorca. Partecipò a Miss Universo 1977 arrivando in semifinale nell'edizione che si svolse a Santo Domingo (Repubblica Dominicana). Inoltre partecipò a Miss Mondo 1976.